# Meteorologisk Institutt

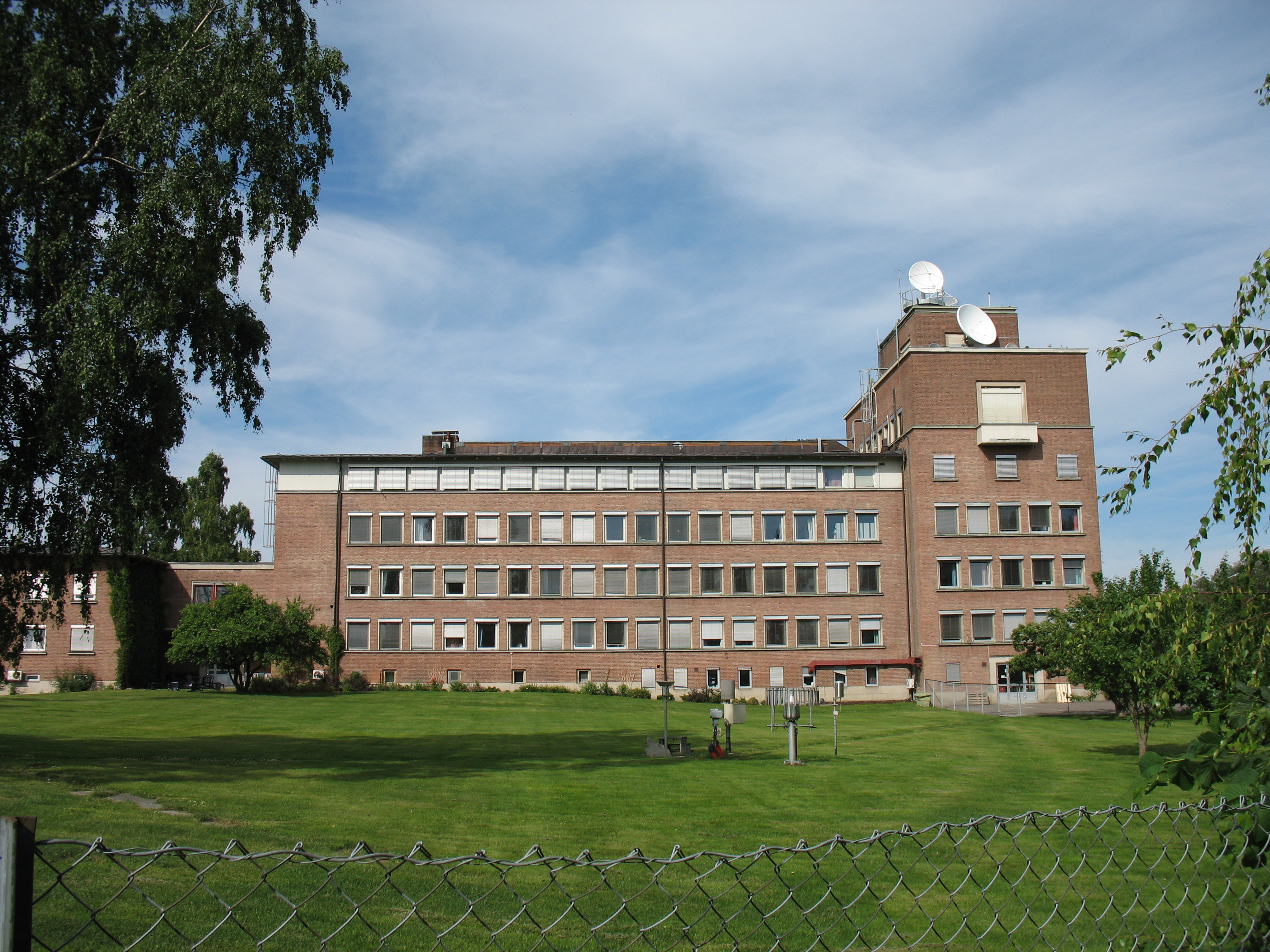
Das Meteorologische Institut in Oslo

Das Meteorologisk institutt (Meteorologisches Institut, Abkürzung MET), bis 2002 offiziell Det norske meteorologiske institutt, ist der amtliche Wetterdienst Norwegens. Es wurde 1866 gegründet, und war anfangs dem Bildungsministerium (Kirke- og undervisningsdepartementet, zuletzt Kunnskapsdepartement) unterstellt, heute dem Umweltministerium (Miljøverndepartementet, seit 2014 Klima- og Miljødepartementet).
Sein Hauptsitz ist in Oslo, Außenstellen befinden sich in Bergen und Tromsø.
Die über 70-jährige Kooperation des NMI mit dem Norwegischen Rundfunk NRK wurde 2007 mit der Gründung des Wetterdienstes yr.no intensiviert.

## Direktoren
- 1866–1913: Henrik Mohn
- 1914–1915: Aksel Steen
- 1915–1955: Theodor Hesselberg (1885–1966)
- 1955–1978: Ragnar Fjørtoft
- 1978–1983: Kaare Langlo (1913–1985)
- 1983–1998: Arne Grammeltvedt (* 1932)
- 1998–2016: Anton Eliassen (* 1945)
- 2017–    :  Roar Skålin